# Likani

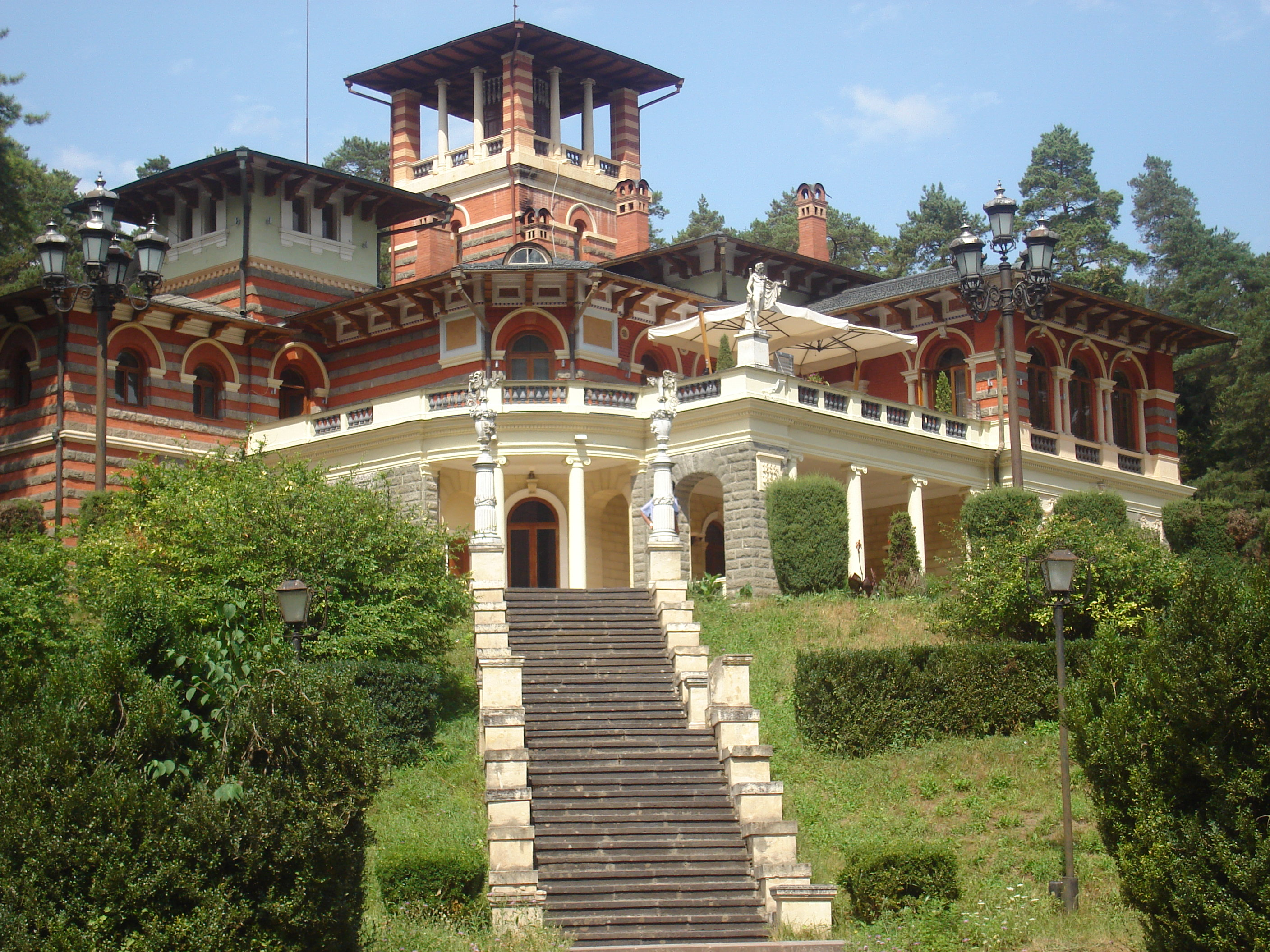
Palácio Likani

Likani (em georgiano:  ლიკანი) é uma cidade na região de Mesquécia-Javaquécia, localizada no extremo oeste da cidade de Borjomi, a cerca de 160 km a oeste de Tbilisi, a capital da Geórgia. Fica ao lado do Parque Nacional Borjomi-Kharagauli e é um popular resort de montanha. 

## História
Alguns de seus lugares mais importantes incluem uma basílica de três naves (dos séculos VIII ao IX) e o Palácio dos Romanov (1892-95). Este último foi construído às margens do rio Kura como uma mansão de verão do grão-duque Nicolau Mikhailovich da Rússia. Durante a União Soviética, a residência Likani tornou-se propriedade do Estado e foi freqüentada pelos principais funcionários soviéticos, incluindo Josef Stalin. Na recente independência da Geórgia, o palácio funciona como residência de verão do presidente da Geórgia. O restante do complexo recreativo Likani, incluindo um sanatório da era soviética, foi comprado em abril de 2006 pela  KazMunayGas, que prometeu desenvolver a área em um centro internacional de turismo.
Seus invernos são de neve amena e leve, com temperatura média de -2,0 ° C, enquanto no verão é quente, com temperatura média de 20-25 ° C. O parque Likani, popularmente explorado como área de recreação, é dominado por carvalhos, coníferas e fontes minerais de composição semelhante a Borjomi. 